# Stazione di Orzinuovi
Stazione di Orzinuovi 1956-ban bezárt vasútállomás Olaszországban, Lombardia régióban, Orzinuovi településen.

## Vasútvonalak
Az állomást az alábbi vasútvonalak érintették:
- Cremona-Iseo-vasútvonal

## Kapcsolódó állomások
A vasútállomáshoz az alábbi állomások vannak a legközelebb:
- Stazione di Soncino (Cremona-Iseo-vasútvonal, nyugat)
- Orzivecchi railway station (Cremona-Iseo-vasútvonal, északkelet)